# Oesterdam

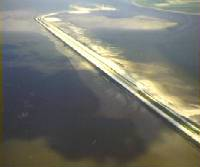
Luftbild des Oesterdam

Der Oesterdam ist ein Damm, der im östlichen Teil der niederländischen Küstenprovinz Zeeland die ehemaligen Inseln Tholen und Zuid-Beveland verbindet. Der Damm ist mit einer Länge von 10,5 Kilometern das längste Bauwerk des Deltaplans. 
Der Baubeginn war 1979, zuerst wurde eine Arbeitsinsel aufgespült und ab 1980 in Etappen der Damm gebaut. 1986 wurde der Damm geschlossen und, nach Fertigstellung der Straße auf dem Damm, 1989 vom königlichen Kommissar von Zeeland eingeweiht.
Dieser Damm wurde notwendig um das Oosterscheldebecken zu verkleinern, da nach Inbetriebnahme des Sperrwerkes in der Mündung die Gezeiten im Oosterscheldebecken stark beeinflusst wurden. Durch die Verkleinerung konnte der Tidenhub jedoch einigermaßen konstant gehalten werden. Ferner trennt der Oesterdam den Schelde-Rhein-Kanal vom Oosterscheldebecken. Dadurch ist er gezeitenlos und für die Binnenschifffahrt besser nutzbar. Zum anderen ist er für den Süßwasserhaushalt sehr wichtig. Zeitgleich wurden die Markiezaatskade, der Philipsdam mit den Krammerschleusen, der Grevelingendam und der Volkerakdam gebaut. Der Oesterdam trennte ungefähr 1000 Hektar von der Oosterschelde ab, die Markiezaatskade verhinderte, dass sich das Zoommeer bis nach Bergen op Zoom ausdehnte. Westlich von der Stadt Bergen op Zoom befindet sich eine Verbindungsschleuse, die sogenannte Bergse-Diep-Sluis.